# PUC Paryż
PUC Paryż (fr. Paris Université Club) – francuski akademicki wielosekcyjny klub sportowy z Paryża, założony w październiku 1905 r.
Barwy klubowe: fiolet i biel.
Wśród kilkunastu sekcji PUC utrzymuje kilka drużyn na poziomie ligowym: lekkoatletyka, baseball, koszykówka, piłka ręczna i rugby. Z sekcji siatkówki w 1998 powstał klub Paris Volley.